# Sphex latro
Sphex latro är en biart som beskrevs av Wilhelm Ferdinand Erichson 1849.
Sphex latro ingår i släktet Sphex och familjen grävsteklar. Inga underarter finns listade i Catalogue of Life.